# Prionosternum porongurup
Prionosternum porongurup är en spindelart som beskrevs av Norman I. Platnick 2000. Prionosternum porongurup ingår i släktet Prionosternum och familjen Lamponidae.
Artens utbredningsområde är Western Australia. Inga underarter finns listade i Catalogue of Life.